# Helena Ángelo Ducas
Helena Ángelina Ducas (1242 - Nocera Inferiore, 1271) o Helena de Epiro fue la segunda esposa y reina consorte de Manfredo de Sicilia.

## Familia
Hija de Miguel II Ducas, gobernante del Despotado de Epiro, y de Teodora Petralifina. En algunas fuentes su padre aparece designado como Miguel Angelo.
Fue hermana de Niceforo I Ducas y media hermana por parte de padre de Juan I Ducas, gobernante de Tesalia. Su abuelo fue Miguel I Ducas, hijo ilegítimo de Juan Ducas.

## Matrimonio
Se casó con Manfredo tras la muerte de su primera esposa Beatriz de Saboya en 1257, subiendo al trono el 10 de agosto de 1258.
Manfredo era regente del Reino de Sicilia desde 1254, reinando en nombre de su sobrino Conradino. Miguel II había perdido la ciudad de Durrës ante Teodoro II Láscaris del Imperio de Nicea en 1256. Manfredo reconquistó la ciudad y sus alrededores dos años más tarde. Miguel II tenía aún una demanda territorial en la ciudad pero se preparaba en ese entonces para sitiar Tesalónica.
Su unión fue pensada para mantener paz entre Epiro y Sicilia puesto que Miguel II y Manfredo tenían otras preocupaciones más acuciantes. Su dote incluyó todos los derechos sobre Durrës y sus alrededores, junto con la isla de Corfú. Corfú fue el único aumento territorial real para Manfredo.
Helena y Manfredo tuvieron cinco hijos: 
- Beatriz de Sicilia (1258 - antes de 1307).
- Federico de Sicilia (1259 - última mención en vida en 1312).
- Enrique de Sicilia (1260 - 31 de octubre de 1318).
- Enzio de Sicilia (1261 - 1301).
- Flordelis de Sicilia (1266 - última mención en vida en 1297).

El 26 de febrero de 1266 Manfredo murió en la batalla de Benevento mientras luchaba contra su rival y sucesor Carlos de Anjou. Helena, junto con sus hijos y su cuñada Constanza Augusta, fueron capturados y encarcelados por orden de Carlos. Después de cinco años de cautiverio, Helena moriría.